# Agrypon cognatum
Agrypon cognatum är en stekelart som beskrevs av Förster 1860. Agrypon cognatum ingår i släktet Agrypon och familjen brokparasitsteklar. Inga underarter finns listade i Catalogue of Life.